# Mahdi (islam)
De Mahdi (Arabisch: ٱلْمَهْدِيّ) is een verlosser of bevrijder die op basis van profetieën aan het einde der tijden wordt verwacht door de sjietische stroming. De komst van de Mahdi is een van de grote gebeurtenissen die aan de dag des oordeels vooraf zullen gaan, een van de eschatologische symbolen. 
In de Koran wordt de Mahdi niet genoemd. Ook in de twee belangrijkste soennitische Hadith-verzamelingen en de werken van Al-Ghazali ontbreekt het concept van de Mahdi. Binnen sjiitische stromingen wordt hier dan ook een andere invulling aan gegeven dan binnen soennitische.
De Mahdi wordt wel vergeleken met de messias uit het jodendom en christendom, maar is dat niet. Hoewel Isa in de Koran de titel van messias krijgt, is er ook sprake van een terugkeer van Isa. 

## Sjiisme
De meeste sjiitische moslims, waaronder de alevieten en de twaalvers, geloven dat de Mahdi, in de persoon van Mohammed al-Mahdi (de twaalfde imam) leeft en zich schuil houdt. Hij is niet zichtbaar voor mensen maar is actief in het dagelijks leven en kan om hulp gevraagd worden. Hij zal bij het eind der tijden opnieuw verschijnen en dan zal voor de rechtgeaarde gelovigen een tijd van vrede aanbreken die 7 jaar zal duren.
Volgens een Hadith is de Mahdi een nakomeling van Mohammed die rechtvaardigheid zal brengen waar onrechtvaardigheid heeft geregeerd en samen met Isa een (islamitisch) vrederijk op aarde zal stichten.
De Mahdi verschijnt in Mekka, vergezeld van zonsopgangen in het westen. Hij vestigt zich in Kufa, waar Mohammed, zijn schoonzoon Ali en diens zoon Hoessein zich bij hem voegen. De hele wereld zal de islam aanvaarden, al dan niet vrijwillig. Als de Mahdi verdwijnt, breekt de Laatste Dag aan.
Een variatie op het idee van de Mahdi is dat Isa verschijnt in plaats van de Mahdi. Of dat Isa en de Mahdi dezelfde persoon zijn. Hij gaat naar Jeruzalem om daar Dajjal te verslaan. Na veertig jaar wordt hij in Medina begraven naast Mohammed.

## Ahmadiyya
De twee stromingen binnen de Ahmadiyya, de Ahmadiyya Moslim Gemeenschap, de Lahore Ahmadiyya Beweging, geloven dat Mirza Ghulam Ahmad de beloofde messias en mahdi is. De twee stromingen verschillen wel van mening met betrekking tot diens profeetschap.

## Mahdi's door de geschiedenis

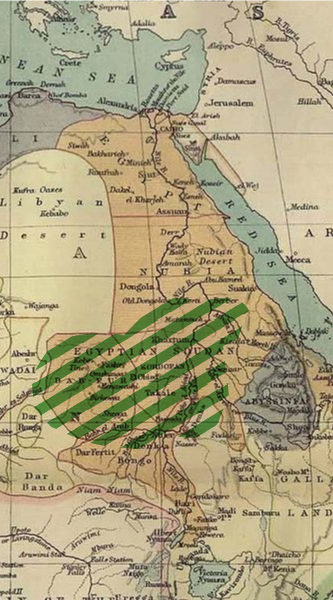
Gebied van de Mahdi-opstand (1881-1898) in de Soedan (groene arcering)

In de geschiedenis zijn vele mensen gezien als Mahdi, want de islam voorziet vele Mahdi's in betekenis van "wijzer van het juiste pad." Zij zijn verschillend van de (Ahir zaman) Mahdi die vlak voor het einde van de tijden zal komen.
- Kalief Al-Hakim van de Fatimiden. De Druzen geloven hierin.
- Ibn Toemart (c. 1078 - 1130), stichter van het rijk van de Almohaden in de Maghreb.
- De stichter van de dynastie der Safawiden, Ismail I, riep zichzelf tot Mahdi uit. Hij voerde het Twaalversjiisme (Jafari) als staatsgodsdienst in zijn rijk in en bestreed met harde hand andere geloofsrichtingen.
- Syed Mohammad Jaunpuri, riep zich in de zestiende eeuw tot Mahdi uit in Jaunpur, Uttar Pradesh, India. Zijn volgelingen, zo'n 750.000 worden beschouwd als de Zikri-sekte.
- Op 23 mei 1844 kondigde sayyid Mirza Ali Mohammed, die later bekend werd als de Báb ("Poort"), in Shiraz, Perzië, aan de Mahdi te zijn. Hij identificeerde zichzelf als de Poort naar Hij dien God zal openbaren. Hij is samen met Bahá'u'lláh medestichter van het Bahá'í-geloof.
- Berucht was de zelfbenoemde Mahdi Mohammed Ahmad ibn Abd Allah in de Soedan die zich in 1881 tot Mahdi had uitgeroepen. Hij overleed in juni 1885. Brits-Egyptische troepen hebben de opvolger van de Mahdi, kalief Abdullahi, in 1898 verslagen in de Slag van Karari (ook wel de Slag bij Omdurman genoemd). Hierna stond de Soedan tot begin jaren vijftig onder Brits bestuur.
- De stichter van de Ahmadiyya Moslim Gemeenschap, Mirza Ghulam Ahmed, heeft in de negentiende eeuw verklaard de Mahdi te zijn.
- De bezetters van de Al-Masjid al-Haram zagen Mohammed Abdullah al-Qahtani als de Mahdi. Hij kwam echter om door een granaat.
- Weliswaar noemde ayatollah Ruhollah Khomeini zich nooit de Mahdi, maar hij nam wel het messiaanse charisma van de Mahdi aan en liet zich graag 'imam' noemen. Er waren onder de gelovigen velen die dachten dat Khomeini de Mahdi zou zijn.
- Tijdens de Libanese Burgeroorlog verdween imam Musa as-Sadr tijdens een bezoek aan Libië. Zijn aanhangers zagen hem hierna als de Mahdi.
- Het Mahdileger dat anno 2004 in opstand kwam in Irak en geleid wordt door de geestelijke Moqtada al-Sadr lijkt hier weliswaar sterk op, maar Moqtada al-Sadr beschouwt zichzelf niet als Mahdi.
- Op 28 januari 2007, de dag voor Asjoera, probeerde de sekte Soldaten van de Hemel onder leiding van de zichzelf als Mahdi beschouwende Ahmed al-Hassan de Iraakse stad Najaf aan te vallen.